# Türkiz halkapó
A türkiz halkapó (Halcyon senegalensis) a madarak osztályának szalakótaalakúak (Coraciiformes) rendjébe és a jégmadárfélék (Alcedinidae) családjába tartozó faj.

## Rendszerezése
A fajt Carl von Linné svéd természettudós írta le 1766-ban, az Alcedo nembe Alcedo senegalensis néven.

## Alfajai
- Halcyon senegalensis cyanoleuca (Vieillot, 1818)
- Halcyon senegalensis fuscopileus Reichenow, 1906
- Halcyon senegalensis senegalensis (Linnaeus, 1766)[2]

## Előfordulása
Afrikában Angola, Benin, Bissau-Guinea, Botswana, Burkina Faso, Burundi, a Dél-afrikai Köztársaság, Kamerun, a Közép-afrikai Köztársaság, Csád, a Kongói Demokratikus Köztársaság, a Kongói Köztársaság, Elefántcsontpart, Egyenlítői-Guinea, Eritrea, Etiópia, Gabon, Gambia, Ghána, Guinea, Kenya, Libéria, Malawi, Mali, Mauritánia, Mozambik, Namíbia, Niger, Nigéria, Ruanda,  Szenegál, Sierra Leone, Szudán, Szváziföld, Tanzánia, Togo, Uganda, Zambia és Zimbabwe területén honos.
Természetes élőhelyei a szubtrópusi és trópusi síkvidéki esőerdők, száraz erdők és szavannák, folyók és patakok környékén, valamint szántóföldek, legelők, vidéki kertek és városi régiók. Vonuló faj.

## Megjelenése
Testhossza 23 centiméter, testtömege 41-64 gramm.
|  |

## Természetvédelmi helyzete
Az elterjedési területe rendkívül nagy, egyedszáma viszont csökkenő, de még nem éri el a kritikus szintet. A Természetvédelmi Világszövetség Vörös listáján nem fenyegetett fajként szerepel.